# Brandon Poltronieri
Brandon Anthony Poltronieri Méndez (Los Ángeles, California, Estados Unidos, 18 de enero de 1986) es un futbolista costarricense nacido en Estados Unidos que juega como volante mixto.

## Trayectoria
Poltronieri unió las filas juveniles del Brujas FC en 2004 y rápidamente subió al Primera División después de la ayuda de ellos al Título Juvenil Nacional. Él juega como un volante mixto así como un lateral izquierdo como Mediocampista Izquierdo. Poltronieri hizo su debut en la Primera División el 15 de marzo de 2006 como un substituto, en el empate a cero goles ante Carmelita. Él tenía su aparición más productiva durante la temporada de 2006/07 que aparece   como titular en la primera  división. La temporada 2007/08 vio el tiempo de hendidura con el club en el segundo equipo del club ( Alto Rendimiento de Brujas FC) donde Brandon era el ancla del centro del campo.
Poltronieri probo suerte con el Red  Bulls de Nueva York durante el mes de julio del 2008 , prestado al club de la MLS durante un año. Esto nunca se materializado y Poltronieri fue prestado para la temporada 2008 al lado recientemente ascendido de la liga portuguesa  Leixões S.C. Brandon tiene su debut con Leixoes el 17 de agosto de 2008 contra Gondomar en la liga de  Portugal. Brandon es eligible para jugar para las selecciones nacionales de Costa Rica o para la de Estados Unidos de Anmerica ya que él nunca ha jugado un juego oficial para el uno o el otro equipo hasta ahora.

## Selección
- Ha sido internacional con la Selección Sub-20 de Costa Rica en 3 ocasiones.

## Clubes
| Club                      | País           | Año               |
| ------------------------- | -------------- | ----------------- |
| Brujas FC                 | Costa Rica     | 2005 - 2008       |
| Leixões                   | Portugal       | 2008 - 2010       |
| Barrio México             | Costa Rica     | 2010              |
| Brujas FC                 | Costa Rica     | 2010-2011         |
| Universidad de Costa Rica | Costa Rica     | 2012 - 2013       |
| Carmelita                 | Costa Rica     | 2013 - 2014       |
| Atlanta Silverbacks       | Estados Unidos | 2014 - 2015       |
| Ottawa Fury FC            | Canadá         | 2015 - 2016       |
| Phoenix Rising FC         | Estados Unidos | 2016              |
| Indy Eleven               | Estados Unidos | 2017 - Actualidad |